# گتو بنجن
گتو بنجن (به لهستانی: Getto będzińskie) از جمله گتوهای نازی در جریان جنگ جهانی دوم بود که برای آزار و اذیت و بهره‌کشی از یهودیان لهستان در شهر بنجن در جنوب غربی لهستان اشغالی ایجاد شد. تشکیل این گتو توسط مقامات آلمانی در ژوئیه ۱۹۴۰ اعلام شد. بیش از ۲۰٬۰۰۰ یهودی محلی از بنجن، به همراه ۱۰٬۰۰۰ یهودی دیگر که از جوامع همسایه اخراج شده بودند، ناچار شدند تا هنگام انحلال گتو در جریان هولوکاست در آنجا زندگی کنند. بیشتر افراد توانمند ناچار به کار کردن در کارخانه‌های نظامی آلمان، پیش از فرستاده شدن نهایی به اردوگاه کار اجباری آشویتس توسط قطارهای هولوکاست، شدند. آخرین موج اخراج بزرگ زندانیان گتو توسط اس‌اس (شامل مردان، زنان و کودکان) میان ۱ تا ۳ اوت ۱۹۴۳ با خیزشی توسط اعضای سازمان رزم یهودی روبرو شد.
گتو بنجن یک واحد اداری مشترک با گتو سوسنوویچ در همسایگی منطقه اورودولا داشت، زیرا هر دو شهر بخشی از یک کلان‌شهر در حوضه دابرووا بودند. یهودیان از هر دو گتو باغ سبزی مشترک را اداره می‌کردند که توسط یودنرات به جوانان صهیونیست اختصاص داده شده بود.